# Glenn Curtiss

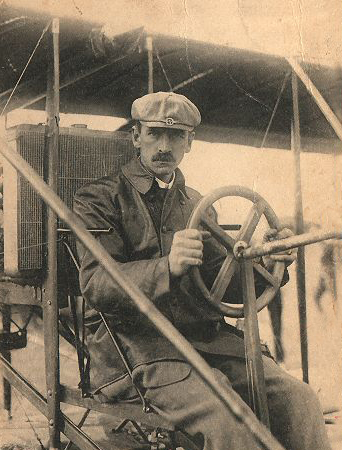
Glenn H. Curtiss vid Grande Semaine d'Aviation i Frankrike 1909.

Glenn Hammond Curtiss, född 21 maj 1878 i Hammondsport i New York, död 23 juli 1930 i Buffalo i New York, var en amerikansk motorcykel- och flygpionjär och grundare av Curtiss Aeroplane and Motor Company. Detta bolag slogs 1929 samman med bl.a. Wright Aeronautical till Curtiss-Wright Corporation. 
Curtiss hade förmågan att förena krafterna hos många tidiga utvecklare av flygplan. Han beställde motorer från flera motorexperter, bland annat Gustave Whitehead. Hans ställning som känd tävlingsförare gjorde det naturligt att söka stöd hos alla som kunde tänkas göra honom lite snabbare eller bättre. 
Curtiss tyckte om att göra sådant som andra kallade arbete. Att experimentera var ett nöje för Curtiss, och han kunde hålla igång dag och natt med glimten i ögat hela tiden. Hans medarbetare kunde fråga något och han lyssnade utan att svara, men någon minut senare kom det ett svar och en plan för hur problemet skulle lösas. Hans medarbetare fick annars lösa mindre problem efter eget huvud, och atmosfären runt Glenn Curtiss var alltid positiv och öppen för nya idéer.

## Tidigt liv
Curtiss föddes 1878 i Hammondsport i New York som son till Frank Richmond Curtiss och Lua Andrews. Han gifte sig i Hammondsport den 7 mars 1898 med Lena Pearl Neff, dotter till Guy L. Neff. 

## Cyklar och motorcyklar
Curtiss ägde först en cykelhandel, och tillverkade Herkulescyklar och var tävlingscyklist. Han försörjde sig även som cykelbud för Western Union. När det blev lättare att få tag på förbränningsmotorer väcktes Curtiss intresse för motorcyklar. Han började tillverka motordrivna cyklar med egenkonstruerade encylindriga förbränningsmotorer. och tävla som motorcykelförare. Curtiss första motor hade en konservburk som förgasare. 
1903 satte han nytt världsrekord genom att åka i 103 km/h över en engelsk mil, det vill säga 1 609 meter. Han blev då amerikansk motorcykelmästare. 1904 satte han världsrekord även på 10 engelska mil. Curtiss fortsatte hela tiden att förbättra de motorcyklar han körde, och 1904 uppfann han vridgashandtaget till motorcykeln. Året därpå grundade han G.H. Curtiss Manufacturing Company, Inc. och satte världsrekord för 1, 2, and 3 engelska mil på motorcykel. 
1907 satte han ännu ett hastighetsrekord i Ormond Beach i Florida, då han åkte i 219,31 km/h med en 40 hk V8 motorcykel som han konstruerat själv. Vid denna tid var han USA:s främsta tillverkare av högpresterande motorcyklar.

## Flygplan
Redan 1904 flög Curtiss tillsammans med Thomas Scott Baldwin ett motordrivet vätefyllt luftskepp, driven av en motorcykelmotor tillverkad av Curtiss. 1906 skrev Curtiss till bröderna Wright och erbjöd dem en flygplansmotor. Tre månader senare i augusti 1906, medan Tom Baldwin och hans luftskepp var i Dayton, besökte Curtiss bröderna Wright och diskuterade flygmotorer och deras propellrar, ett ämne av gemensamt intresse. 
Eftersom Curtiss gjorde Amerikas bästa lättviktsmotorer övertalade Alexander Graham Bell honom 1907 att ansluta till hans Aerial Experiment Association för att bygga flygplan. Den 4 juli 1908 lyckades deras AEA June Bug med Amerikas första offentliga och officiella flygning.
1908 genomförde amerikanska armén den första flygningen med luftskepp i egen regi; Curtiss närvarade som flygingenjör.
1909 producerade och sålde Curtiss det första privata flygplanet i USA, och blev den första licensierade flygplanstillverkaren i USA. Samma år i augusti 1909 tävlade Curtiss i världens första flygplansutställning, Grande Semaine d'Aviation, en flygtävling i franska Reims organiserad av Aéro-Club de France. Bröderna Wright, som hade sålt sina flygplan i Berlin, var inte med i tävlingen men de stämde ändå Curtiss och påstod att han gjort intrång på deras patent. Han fortsatte dock deltagandet i tävlingen och flög runt en 10 kilometer lång bana med en hastighet av 75 km/h på knappa 16 minuter, 6 sekunder snabbare än tvåan Louis Bleriot och vann Gordon Bennett Cup. 1909 grundade Curtiss den första flygskoan i USA. Patentdispyten med bröderna Wright fortsatte i många år tills den löstes under första världskriget, strax efter att bröderna Wright hade slutat tillverka flygplan och istället börjat inrikta sig på motorer.
Curtiss blev först i världen den 29 maj 1910 att flyga mellan städer; från Albany, New York längs Hudsonfloden till staden New York, varefter han flög över Manhattan och rundade Frihetsgudinnan. När han gjorde detta vann han ett pris på 10 000 dollar, instiftat av Joseph Pulitzer. Han flög 220 kilometer på 153 minuter, med en genomsnittshastighet på nära 89 km/h. Samma år flög han det flygplan från vilket för första gången eldvapen användes. 
Curtiss fick det första flygcertifikatet i USA 1911 och samma år fick han patent på roder (vingplanets kontrollytor). Han utvecklade flera olika flygplanstyper, bland annat pontonflygplan och amfibieflygplan, som han sålde till amerikanska armén och flottan.
Glenn Curtiss grundade 1911 Curtiss Aeroplane Company för att bygga flygplan, Curtiss Motor Co för att bygga motorer och Curtiss Engineering Co för design och utveckling. 1916 slogs de tre bolagen samman till Curtiss Aeroplane and Motor Corporation, som under första världskriget levererade 5 221 flygplan och mer än 5 000 flygplansmotorer från sina 9 fabriker med sammanlagt mer än 18 000 anställda. Det mest kända flygplanet från denna period var skolflygplanet Model JN, populärt kallad «Jenny». Jenny konstruerades 1914 av engelsmannen B.D. Thomas, som Curtiss lockade över från Sopwithfabrikerna i England.

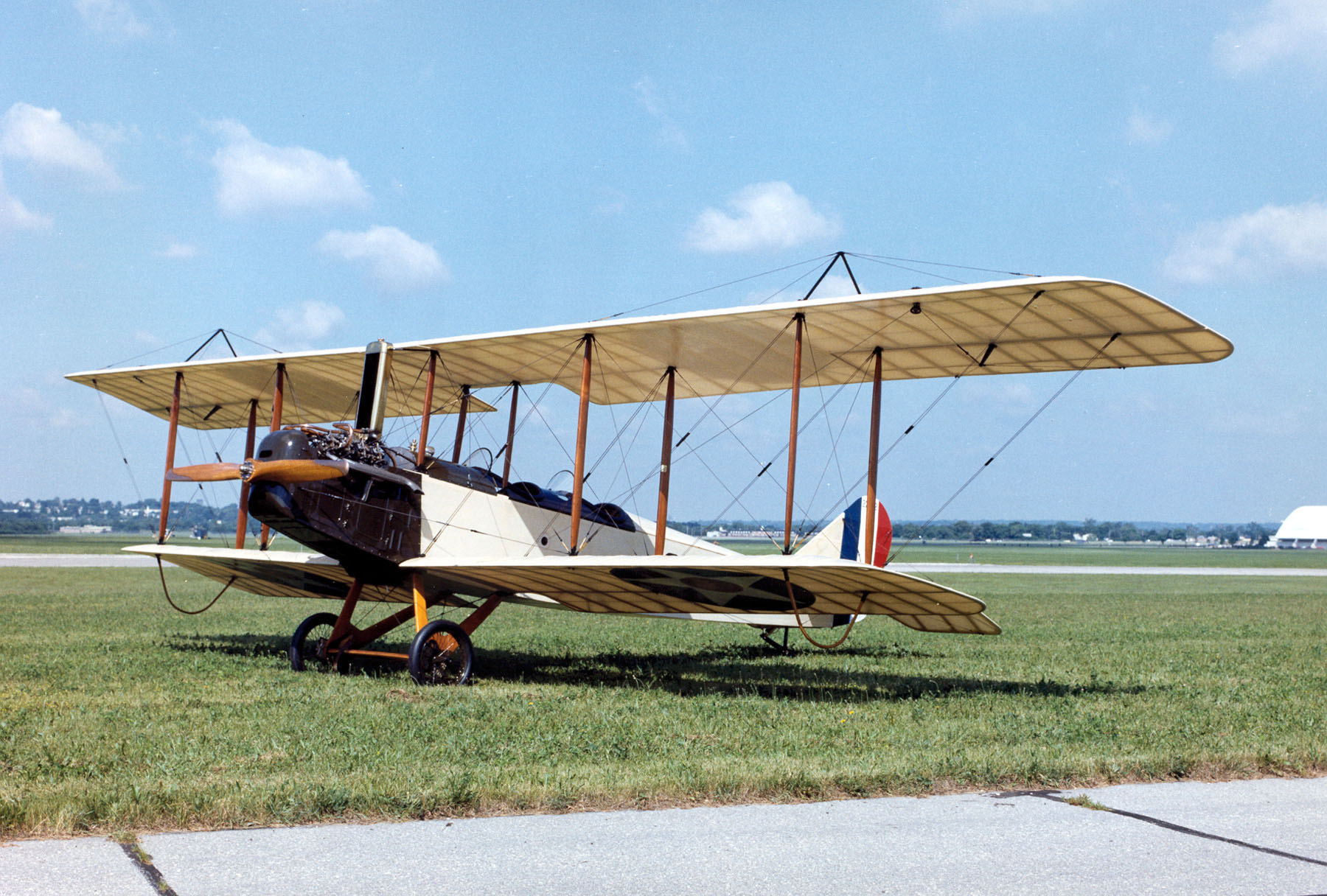
Standard J-1 «Jenny».

När USA drogs in i första världskriget gav regeringen Curtiss i uppdrag att bygga flygplan för krigsmakten. 1914 till 1918 producerade han 6 000 "Jennys" och många andra modeller inklusive flygbåtar. Efter första världskriget drog sig Curtiss ur den dagliga ledningen av Curtiss Aeroplane and Motor Corporation.
1919 korsade Curtiss NC-4 flygbåtar Atlanten och han påbörjade privat flygplanstillverkning med Oriole.
1921 donerade Curtiss sitt WW1 träningsflygfält till marinen, vilket sedan blev födelseplats för marin flygning - och Miamis första flygplats. 
Runt 1923 skapade Curtiss den första hydrokoptern som används relativt oförändrad än idag i Everglades.
1928 började Curtiss att bygga föregångaren till dagens husbilar och trailers i det nybildade företaget Curtiss Aerocar Co. Tillverkningen skedde i Opa-Locka i Florida.  Curtiss körde själv e aerocar från Miami till New York på 39 timmar detta år. Företaget existerade till 1941.
1929 slogs bl.a. Curtiss Aeroplane and Motor Corporation och Wright Aeronautical samman till Curtiss-Wright Corporation. 
Curtiss dog 1930 i Buffalo, New York på grund av komplikationer efter en blindtarmsoperation och begravdes på gravplatsen Pleasant Valley Cemetery i Hammondsport.